# チップトビーフ
チップトビーフ（英: chipped beef,「削った牛肉」）とは非加熱乾燥肉の一種で、牛肉の塩漬けを陰干しにして薄く切ったもの。多くは安価なモモ肉が用いられる。メーカーによっては燻製して風味を加える。ペラペラの薄い小片状になった半乾燥肉を重ねて巻いて瓶に詰めるか、平たいままパックした製品が一般的。加工肉メーカーのホーメルはこの製品を「ブレザオラ（イタリアの塩漬け牛肉）に似た風乾燥の加工肉、ただし風味は及ばない」と説明したことがある。

## クリームド・チップトビーフ（・オン・トースト）

### 概要

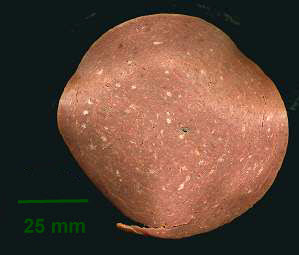
チップトビーフの一片（2009年）。

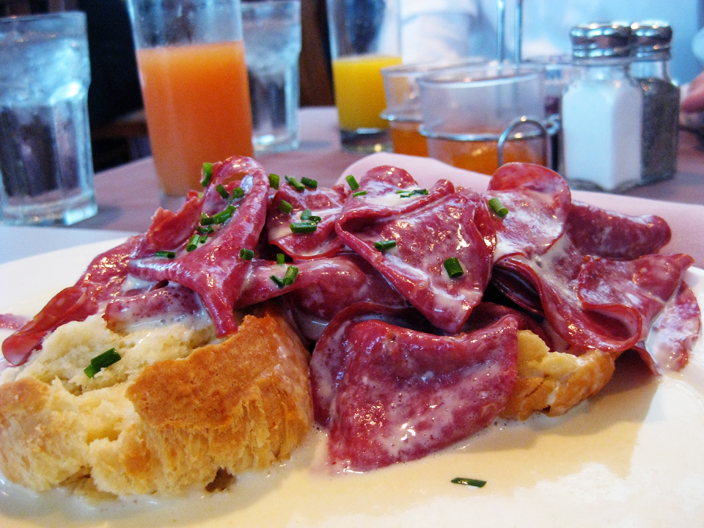
米国風ビスケットにクリームド・チップトビーフをかけたもの（2009年）。

米国の多くのダイナーやレストランで提供される朝食の一品にチップトビーフを使ったものがある。「クリームド・チップトビーフ」、「チップトビーフ・オン・トースト」、「チップトビーフ・イン・ミルクグレービー」、「フリズルド・ビーフ」、「ドライドビーフ・グレービー」など多くの名前を持つが、チップトビーフをホワイトソースで煮込んでトーストにかけたものである。ホーメル社はこの料理をウスターソースで味付けするよう勧めている。同じものをイングリッシュ・マフィン、米国風ビスケット、ホームフライ、マッシュポテトにかけて食べることもある。
中部大西洋岸を中心にダイナーの定番メニューだが、チェーンレストランの朝食ではあまり見られなくなっている。この料理をメニューに載せているチェーンにはゴールデンコーラルとシルバーダイナーがある。アイホップやクラッカーバレルはチップトビーフに代わってソーセージ・グレービーを出すようになった。ストーファーズなどの冷凍食品メーカーから、解凍して別に焼いたトーストに乗せるタイプの商品も販売されている。

### 軍隊料理として
この料理は栄養成分が適切であり、短時間で容易に安く調理できるため、古くから米軍のすべての軍種でよく軍隊食とされてきた。遅くとも1910年にはすでに陸軍料理人教本に記載されている。兵役経験の象徴としてフィンランドやスウェーデンにおける豆スープと同じような地位にあり、米国の軍隊用語では「SOS」という略語で呼ばれる。偽悪語法で「Shit On a Shingle（クソ乗せ屋根板）」、もしくは「Stew On a Shingle（シチュー乗せ屋根板）」、「Same Old Stuff（いつものあれ）」、「Something On a Shingle（何かが乗った屋根板）」、「Save Our Stomachs（我が胃腸を守り給え）」と呼んだものである。
ウェントワースとフレクスナーは無出典ながら次のように述べている。食パンのトーストを shingle（＝屋根板）と呼ぶ例は「米軍の一部で1935年から」見られ、ほとんどは shit on a shingle というフレーズの一部としてだった。このフレーズは「第二次世界大戦中の米軍で広く」使われていた。
グスタフ・ハスフォード著の小説『フルメタル・ジャケット』の第二部では、ベトナムに出征した海兵隊員たちが「クソ乗せ屋根板」などの粗食に辟易して、陸軍の食堂に潜り込もうとする場面がある。入口で追い払われた彼らは、自分たちの食堂で「クソ乗せ屋根板」を食べながら、海兵隊の食事は残飯同然なのだから、どうせなら陸軍が残飯を恵んでくれないかと愚痴をこぼしている。
スティーヴン・アンブローズは第二次大戦に関する1992年の著書 『バンド・オブ・ブラザーズ』において、陸軍部隊が基礎訓練を行う下りでこの料理に触れている。
[1942年] 5月末、イージー [第506歩兵連隊E中隊の愛称] の構成員はバラックバッグ [デニムの軍用袋] に荷物を詰め … 鈍行列車でケンタッキー州スタージスに向かった。停車場で赤十字の女の子がコーヒーとドーナツを用意していたのを最後に、そんなちょっとした楽しみとは無縁の1カ月をおくることになる。中隊は町の外まで行進してテントを張り、またいで用便する溝を掘り、作戦行動中の部隊に人気があるクリームド・チップトビーフ・オン・トーストを食べた。この料理はどこへ行ってもSOS、すなわち Shit on a Shingle（クソ乗せ屋根板）で通っていた。
2003年には Chipped beef on toast (S.O.S.) という題名の軍隊ユーモア本が出版されている。